# Opéra d'Alger
L'opéra d'Alger Boualem-Bessaïh est une salle de spectacle située dans la commune  d'Ouled Fayet à Alger. Il est inauguré en 2016.
Il est baptisé au nom de l'ancien diplomate et homme de lettres Boualem Bessaïh.

## Historique
En avril 2010, un accord entre l'Agence nationale algérienne pour la gestion des grands projets culturels et l'Ambassade de Chine en Algérie est signé avec pour objectif de construire un nouvel opéra à Alger. Le projet est financé par la Chine à hauteur de 40M$.
La première pierre a été posée en novembre 2012, dans la périphérie de Ouled Fayet à Alger, lors d'une cérémonie en présence de l'ambassadeur de Chine en Algérie et la ministre de la culture Khalida Toumi.

## Description
L'opéra a été ouvert au public le 20 juillet 2016. Son organisation et ses activités sont définies par le décret exécutif No 16-206 du 25 juillet 2016 portant création de l’Opéra d’Alger.
Le bâtiment de l'opéra est de forme rectangulaire de 35 000 m2 et la salle comprend 1 400 places,. Le premier spectacle a été donné par l'Orchestre symphonique national d'Algérie, le Groupe de musique andalouse et le ballet national algérien, autour d'un programme Mozart, Tchaïkovski et Verdi.
Le programme proposé au cours des premières années est porté exclusivement sur la musique traditionnelle.

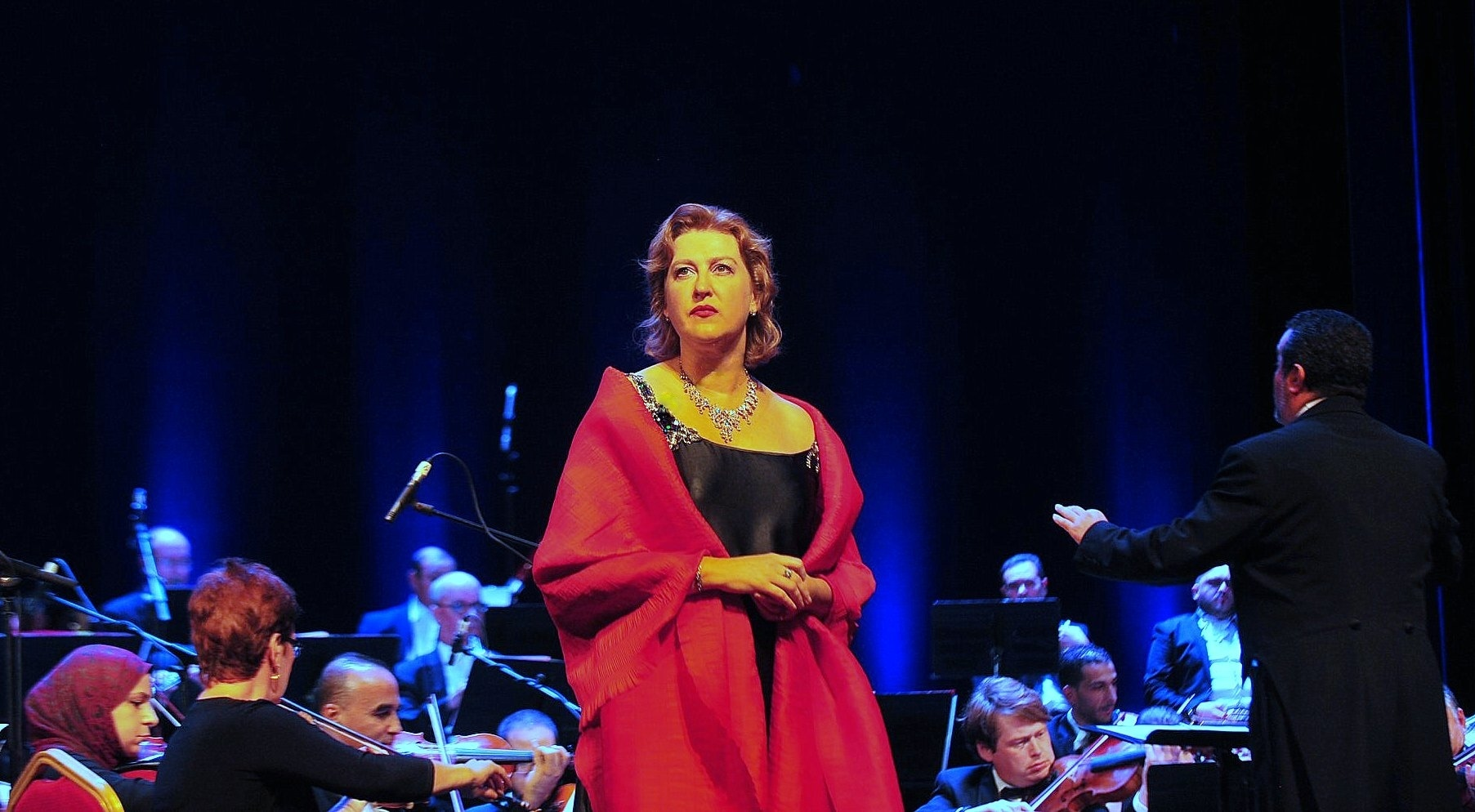
La Soprano dramatique Irina Titaeva au concert de l'ouverture de la dixième édition du Festival Culturel International de Musique Symphonique à l'opéra d'Alger (2018).

## Direction
Le premier directeur est Noureddine Saoudi qui a indiqué vouloir accueillir régulièrement des productions lyriques internationales.